# Opius simplificatus
Opius simplificatus är en stekelart som beskrevs av Fischer 1963. Opius simplificatus ingår i släktet Opius och familjen bracksteklar. Inga underarter finns listade i Catalogue of Life.